# Atanazjański symbol wiary

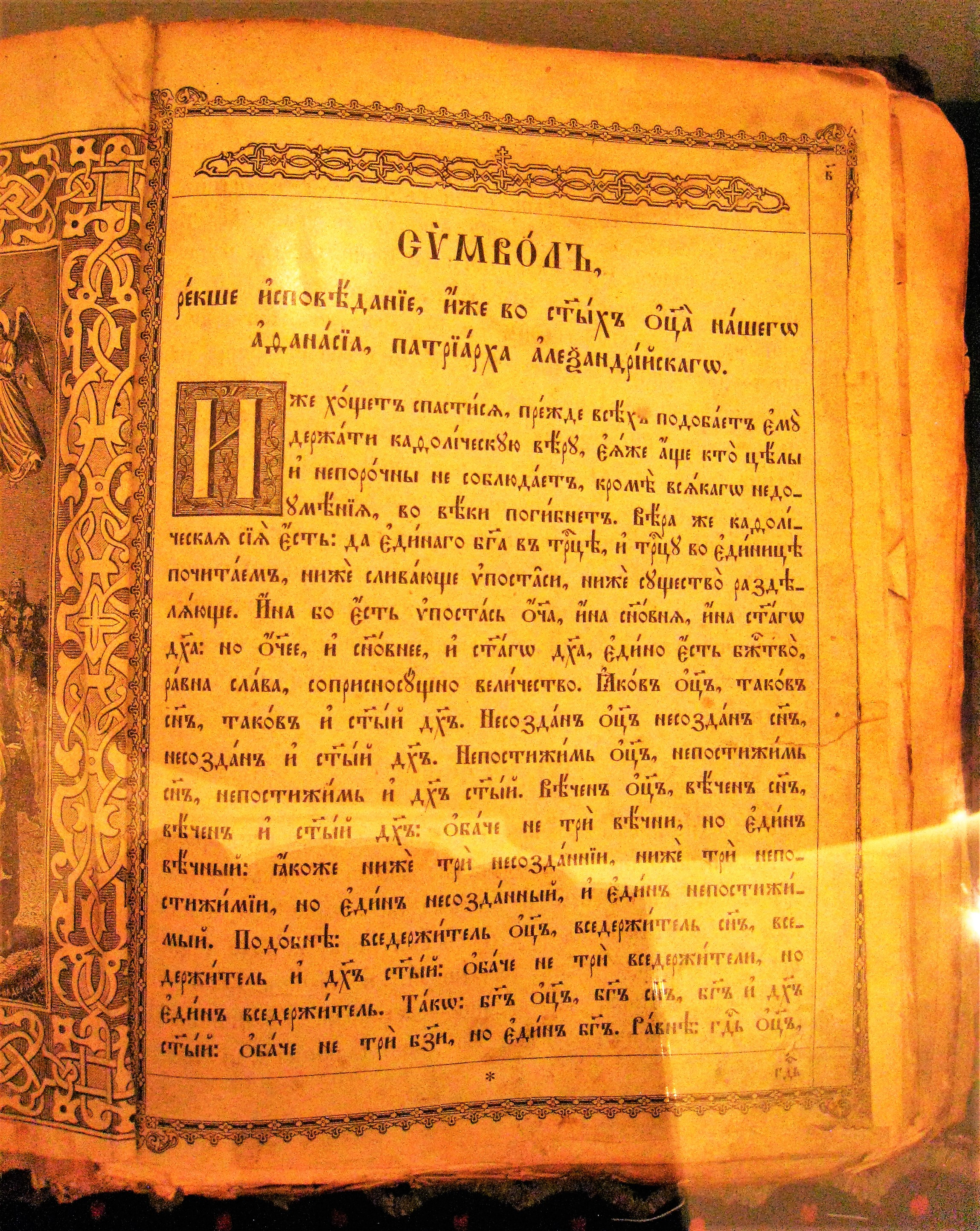
Książka w języku cerkiewnosłowiańskim, zawierająca symbol atanazjański, Czernihów.

Atanazjański symbol wiary również Symbol atanazjański (łac. Symbolum Athanasianum) – wyznanie wiary definiujące pojęcie Trójcy Świętej. Powstało pomiędzy 450 a 500 rokiem n.e. na terenie Hiszpanii lub Galii. Symbol ten cieszy się takim samym autorytetem, co inne wyznania wiary przyjęte w Kościele powszechnym. Używają go także anglikanie i luteranie. Symbol ten odmawia się w tradycyjnej liturgii rzymskiej podczas prymy w niedzielę po Pięćdziesiątnicy czyli uroczystość Przenajświętszej Trójcy. 
Od średniowiecza rozpowszechnione na równi z symbolem apostolskim (Symbolum Apostolicum) i nicejskim (Symbolum Niceanum).
Wyznanie wiary zwane również (od pierwszego słowa tekstu) „Quicumque”, tzn. „Ktokolwiek”.
Od VII do XVII wieku mylnie przypisywano autorstwo tego wyznania wiary patriarsze aleksandryjskiemu, Atanazemu (ok. 295–373), gorącemu obrońcy dogmatu o Trójcy Świętej oraz nauki o Bóstwie Jezusa. Na podobnej zasadzie bywa przypisywane również Ambrożemu z Mediolanu (ok. 339–397).

## Tekst[5]
| Tekst łaciński | Tekst polski |
| --- | --- |
| 1. Quicúmque vult salvus esse, * ante ómnia opus est, ut téneat cathólicam fidem: 2. Quam nisi quisque íntegram inviolatámque serváverit, * absque dúbio in ætérnum períbit. 3. Fides autem cathólica hæc est: * ut unum Deum in Trinitáte, et Trinitátem in unitáte venerémur. 4. Neque confundéntes persónas, * neque substántiam separántes. 5. Alia est enim persóna Patris ália Fílii, * ália Spíritus Sancti: 6. Sed Patris, et Fílii, et Spíritus Sancti una est divínitas, * æquális glória, coætérna maiéstas. 7. Qualis Pater, talis Fílius, * talis Spíritus Sanctus. 8. Increátus Pater, increátus Fílius, * increátus Spíritus Sanctus. 9. Imménsus Pater, imménsus Fílius, * imménsus Spíritus Sanctus. 10. Ætérnus Pater, ætérnus Fílius, * ætérnus Spíritus Sanctus. 11. Et tamen non tres ætérni, * sed unus ætérnus. 12. Sicut non tres increáti, nec tres imménsi, * sed unus increátus, et unus imménsus. 13. Simíliter omnípotens Pater, omnípotens Fílius, * omnípotens Spíritus Sanctus. 14. Et tamen non tres omnipoténtes, * sed unus omnípotens. 15. Ita Deus Pater, Deus Fílius, * Deus Spíritus Sanctus. 16. Et tamen non tres dii, * sed unus est Deus. 17. Ita Dóminus Pater, Dóminus Fílius, * Dóminus Spíritus Sanctus. 18. Et tamen non tres Dómini, * sed unus est Dóminus. 19. Quia, sicut singillátim unamquámque persónam Deum ac Dóminum confitéri christiána veritáte compéllimur: * ita tres Deos aut Dóminos dícere cathólica religióne prohibémur. 20. Pater a nullo est factus: * nec creátus, nec génitus. 21. Fílius a Patre solo est: * non factus, nec creátus, sed génitus. 22. Spíritus Sanctus a Patre et Fílio: * non factus, nec creátus, nec génitus, sed procédens. 23. Unus ergo Pater, non tres Patres: unus Fílius, non tres Fílii: * unus Spíritus Sanctus, non tres Spíritus Sancti. 24. Et in hac Trinitáte nihil prius aut postérius, nihil maius aut minus: * sed totæ tres persónæ coætérnæ sibi sunt et coæquáles. 25. Ita ut per ómnia, sicut iam supra dictum est, * et únitas in Trinitáte, et Trínitas in unitáte veneránda sit. 26. Qui vult ergo salvus esse, * ita de Trinitáte séntiat. 27. Sed necessárium est ad ætérnam salútem, * ut incarnatiónem quoque Dómini nostri Iesu Christi fidéliter credat. 28. Est ergo fides recta ut credámus et confiteámur, * quia Dóminus noster Iesus Christus, Dei Fílius, Deus et homo est. 29. Deus est ex substántia Patris ante saéculagénitus: * et homo est ex substántia matris in saéculo natus. 30. Perféctus Deus, perféctus homo: * ex ánima rationáli et humána carne subsístens. 31. Æquális Patri secúndum divinitátem; * minor Patre secúndum humanitátem. 32. Qui, licet Deus sit et homo, * non duo tamen, sed unus est Christus. 33. Unus autem non conversióne divinitátis in carnem,* sed assumptióne humanitátis in Deum. 34. Unus omníno, non confusióne substántiæ, * sed unitáte persónæ. 35. Nam sicut án et caro unus est homo: * ita Deus et homo unus est Christus. 36. Qui passus est pro salúte nostra: descéndit ad ínferos: * tértia die resurréxit a mórtuis. 37. Ascéndit ad cælos, sedet ad déxteram Dei Patris omnipoténtis: * inde ventúrus est iudicáre vivos et mórtuos. 38. Ad cuius advéntum omnes hómines resúrgere habent cum corpóribus suis: * et redditúri sunt de factis própriis ratiónem. 39. Et qui bona egérunt, ibunt in vitam ætérnam: * qui vero mala, in ignem ætérnum. 40. Hæc est fides cathólica, * quam nisi quisque fidéliter firmitérque credíderit, salvus esse non póterit. | 1. Ktokolwiek chce być zbawiony, * musi przede wszystkim wyznawać wiarę katolicką; 2. Której jeśliby kto nie zachował całej i nienaruszonej, * bez wątpienia zginie na wieczność. 3. Wiara zaś katolicka polega na tym, * abyśmy czcili jednego Boga w Trójcy, a Trójcę w jedności. 4. Nie mieszając Osób * ani nie rozdzielając istoty. 5. Inna jest bowiem Osoba Ojca, inna Syna, * inna Ducha Świętego: 6. Lecz Ojca i Syna, i Ducha Świętego jedno jest Bóstwo, * równa chwała, współwieczny majestat. 7. Jaki Ojciec, taki Syn, * taki Duch Święty. 8. Nie stworzony Ojciec, nie stworzony Syn, * nie stworzony Duch Święty. 9. Niezmierzony Ojciec, niezmierzony Syn, * niezmierzony Duch Święty. 10. Wiekuisty Ojciec, wiekuisty Syn, * wiekuisty Duch Święty. 11. A jednak nie trzej wiekuiści, * lecz jeden wiekuisty. 12. Jak i nie trzej nie stworzeni ani trzej niezmierzeni, * lecz jeden nie stworzony i jeden niezmierzony. 13. Podobnie wszechmocny jest Ojciec, wszechmocny Syn, * wszechmocny i Duch Święty. 14. A jednak nie trzej wszechmocni, * lecz jeden wszechmocny. 15. Podobnie Bogiem jest Ojciec, Bogiem Syn * i Bogiem Duch Święty. 16. A jednak nie trzej bogowie, * lecz jeden jest Bóg. 17. Tak też Panem jest Ojciec, Panem Syn, * Panem i Duch Święty. 18. A jednak nie trzej panowie, * lecz jeden jest Pan. 19. Ponieważ jak każdą z osób osobno Bogiem i Panem prawda chrześcijańska wyznawać nam każe, * tak katolicka religia zabrania nam mówić o trzech bogach lub trzech panach. 20. Ojciec przez nikogo nie został uczyniony * ani stworzony, ani zrodzony. 21. Syn pochodzi od samego Ojca, * nie jest uczyniony ani stworzony, lecz zrodzony. 22. Duch Święty pochodzi od Ojca i Syna, * nie jest ani uczyniony, ani stworzony, ani zrodzony, lecz pochodzący. 23. Jeden więc jest Ojciec, a nie trzej ojcowie; jeden Syn, a nie trzej synowie; * jeden Duch Święty, a nie trzej duchowie święci. 24. I nic w tej Trójcy nie jest wcześniejsze lub późniejsze, nic większe lub mniejsze, * lecz trzy osoby w całości są sobie współwieczne i zupełnie równe. 25. Tak iż we wszystkim - jak już wyżej powiedziano - * trzeba czcić i jedność w Trójcy, i Trójcę w jedności. 26. Kto zatem chce być zbawiony, * niech takie o Trójcy ma przekonanie. 27. Lecz konieczne jest dla wiecznego zbawienia, * by także należycie wierzyć we Wcielenie Pana naszego Jezusa Chrystusa. 28. Wiara katolicka polega na tym, aby wierzyć i wyznawać, * że Pan nasz Jezus Chrystus, Syn Boży, jest Bogiem i człowiekiem. 29. Jest Bogiem jako zrodzony z istoty Ojca przed wiekami * i jest człowiekiem jako zrodzony z istoty matki w czasie. 30. Prawdziwy Bóg i prawdziwy człowiek, * złożony z rozumnej duszy i ludzkiego ciała. 31. Równy Ojcu według bóstwa, * mniejszy od Ojca według człowieczeństwa. 32. A choć jest i Bogiem, i człowiekiem, * to jednak Chrystus nie jest dwiema osobami, lecz jedną. 33. Jedną zaś osobą jest nie przez przemianę Bóstwa w naturę cielesną, * ale przez przyjęcie człowieczeństwa w Boga. 34. Jeden najzupełniej nie przez zmieszanie natur, * ale przez jedność osoby. 35. Albowiem jak rozumna dusza i ciało jednym są człowiekiem, * tak Bóg i człowiek jednym są Chrystusem. 36. Poniósł On mękę dla naszego zbawienia, zstąpił do otchłani, * trzeciego dnia zmartwychwstał. 37. Wstąpił na niebiosa, siedzi po prawicy Boga Ojca wszechmogącego, * stamtąd przyjdzie sądzić żywych i umarłych. 38. Na jego przyjście wszyscy ludzie mają powstać w swoich ciałach * i zdadzą sprawę z własnych uczynków. 39. Ci, którzy dobro czynili, przejdą do życia wiecznego, * ci zaś, którzy zło czynili, do ognia wiecznego. 40. Taka jest wiara katolicka; * jeśli ktoś nie będzie jej należycie i stanowczo wyznawał, nie może być zbawiony. |